# Colomascirtus caucanus
Espèce
Statut de conservation UICN

 DD  : Données insuffisantes
Synonymes
- Hyla caucana Ardila-Robayo, Ruiz-Carranza & Roa-Trujillo, 1993
- Hyloscirtus caucanus Faivovich, Haddad, Garcia, Frost, Campbell, and Wheeler, 2005

Colomascirtus caucanus est une espèce d'amphibiens de la famille des Hylidae.

## Répartition
Cette espèce est endémique du département de Cauca en Colombie. Elle se rencontre entre 2 400 et 2 720 m d'altitude dans la forêt de nuage sur le versant oriental de la Cordillère Centrale.

## Publication originale
- Ardila-Robayo, Ruiz-Carranza & Roa-Trujillo, 1993 : Una nueva especie de Hyla del grupo larinopygion (Amphibia: Anura: Hylidae) del sur de la Cordillera Central de Colombia. Revista de la Academia Colombiana de Ciencias Exactas, Física y Naturales, vol. 18, no 71, p. 559-566.